# Fadisa Romeo
 (décembre 2024).
Si vous disposez d'ouvrages ou d'articles de référence ou si vous connaissez des sites web de qualité traitant du thème abordé ici, merci de compléter l'article en donnant les références utiles à sa vérifiabilité et en les liant à la section « Notes et références ».
Le Fadisa Romeo est un véhicule utilitaire fabriqué par le constructeur automobile espagnol Fadisa, créé pour l'occasion en 1956, dans son usine d'Avila et dont la fabrication ne débuta qu'en 1959. C'est la version espagnole de l'Alfa Romeo Romeo.

## Le Fadisa Romeo

### 1resérie Romeo 1 - 1959
Les 300 premiers exemplaires furent simplement assemblés par Fadisa avec 60 % de composants directement importés d'Italie. La première série de modèles Fadisa Romeo était équipée d'un moteur Alfa Romeo type AR*1640 diesel deux temps suralimenté de 1 158 cm3 développant 30 ch à 2 800 tr/min. La gamme comprenait trois versions : fourgon tôlé, pick-up et minibus de 9 places, tous à traction avant.
En 1960, Fadisa lance la motorisation essence équipée du moteur Alfa Romeo de 1 290 cm3 développant 40 ch.
En 1961, le diesel 2 temps Alfa Romeo est remplacé par le moteur Perkins 4/99 de 1 621 cm3 développant 42 ch à 3 600 tr/min, Moteur Diesel plus conventionnel pour le marché espagnol puisque fabriqué localement. Cette décision a permis à Fadisa de respecter le taux d'intégration local de 68 % imposé par le gouvernement espagnol pour conserver la licence de fabrication.

### 2ème série Romeo 2 - 1965
En 1965, comme Alfa Romeo en Italie, Fadisa lance la 2ème série, Romeo 2, qui comporte des améliorations apportées à la première série avec l'apparition d'une nouvelle direction, d'une boîte de vitesses ZF avec tous les rapports synchronisés. Les versions ambulance et minibus à 13 places viennent compléter la gamme. La même année, une partie de la production est exportée en Colombie.
La version espagnole est identique à l'italienne au logo près. Le logo de Fadisa, recalquait le logo Alfa Romeo, cerclé de lauriers avec Fadisa au lieu de ALFA ROMEO, à gauche à la place de la croix rouge, symbole de Milan, le F rouge de Fadisa et à droite, à la place du Biscione, symbole de Milan, la tour d'Avila. En bas, à la place de "Milano" figurait la mention "Lic. Alfa Romeo". Les premiers exemplaires avaient en plus, sous le parebrise, à gauche FADISA et à droite AVILA en métal chromé.

### 3ème série Romeo 3 - 1966
En 1966, Alfa Romeo lance le Romeo 3 qui sera immédiatement adopté par Fadisa qui le commercialise avec l'appellation Romeo Fadisa. La calandre ne comporte que trois lames horizontales au lieu des six précédentes. Plusieurs améliorations liées au confort accompagnent ce nouveau modèle. 

## Fadisa devient Ebro
En 1967, le constructeur Fadisa SA est absorbé par le groupe espagnol nationalisé Motor Ibérica, propriétaire de la marque Ebro, qui ne veut pas poursuivre la fabrication du modèle et le remplace en décembre 1967 par le jumeau de l'Alfa Romeo F12 renommé Ebro F100.
En 1971, Motor Iberica lance le Ebro F108. La production se poursuit jusqu'en 1976 et le F-108 est remplacé par le Ebro Série F qui reprend en grande partie les éléments structurels du vieux Romeo.
Actuellement l'ex usine Fadisa d'Ávila fabrique des camions sous la marque Nissan.